# Stanislav Galić
Stanislav Galić (Станислав Галић) (Nacido el 12 de marzo de 1943 en Goleš, municipio de Banja Luka, Bosnia y Herzegovina) es un oficial militar que comandó el Cuerpo de Sarajevo-Romanija del Ejército de la República Srpska (VRS), durante la guerra de Bosnia.
Antes del comienzo de la guerra era oficial del Ejército Popular Yugoslavo (JNA). El 7 de septiembre de 1992 se convirtió en el comandante del Cuerpo de Sarajevo-Romanija, la unidad del VRS que sitió Sarajevo, la capital de Bosnia y Herzegovina. Galić comandó esta misión hasta el 10 de agosto de 1994, en que fue sustituido por Dragomir Milošević. Ver sitio de Sarajevo. 

## Crímenes de guerra
En 1998 el Tribunal Penal Internacional para la ex Yugoslavia le acusó por su responsabilidad individual de cargos de asesinato, actos inhumanos, crímenes de lesa humanidad, ataques contra civiles y violaciones de las leyes y costumbres de la guerra. La acusación fue aplazada hasta que Galić fue detenido por la SFOR el 20 de diciembre de 1999. El 5 de diciembre de 2003 terminó su juicio con una condena de 20 años de prisión como responsable de los bombardeos y francotiradores de Sarajevo. Galić apeló la sentencia y el 30 de noviembre de 2006 su apelación fue rechazada, y el Tribunal de apelación aumentó su condena, de 20 años a cadena perpetua.
El 15 de enero de 2009 fue transferido a una prisión en Alemania para cumplir el resto de su condena.